# 슬라부티치
슬라부티치(우크라이나어: Славу́тич)는 우크라이나 키예프 주에 위치한 도시로, 체르노빌 원자력 발전소 사고로 인해 체르노빌과 프리피야티에서 대피한 사람들을 위해 건설되었다. 2021년에 인구는 24,685명이었다.
2015년 4월 26일 오전 1시 23분에 체르노빌 원자력 발전소 사고 29주년 기념 추모식을 진행했다.

## 지리

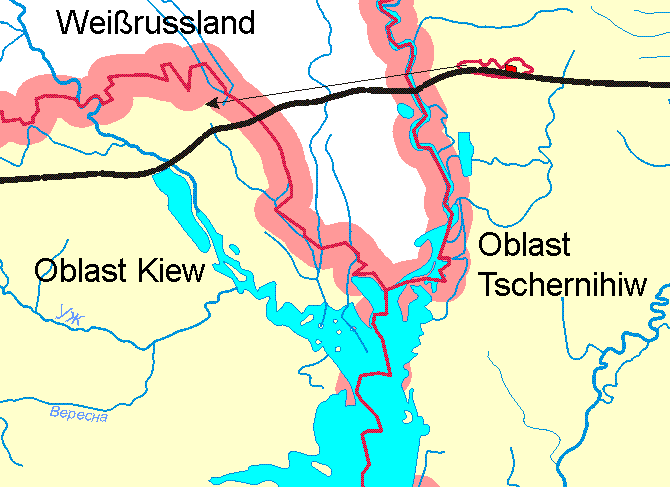
독일어로 된 슬라부티치와 프리피야티의 교통 연결 지도.

슬라부티치는 체르니히우로부터 약 40km, 프리피야티로부터 약 45km, 체르노빌으로부터 약 50km, 우크라이나의 수도인 키예프로부터 약 200km가량 떨어져 키예프 주에 속해 있고, 드네프르강 옆에 위치해 있다.

## 건설

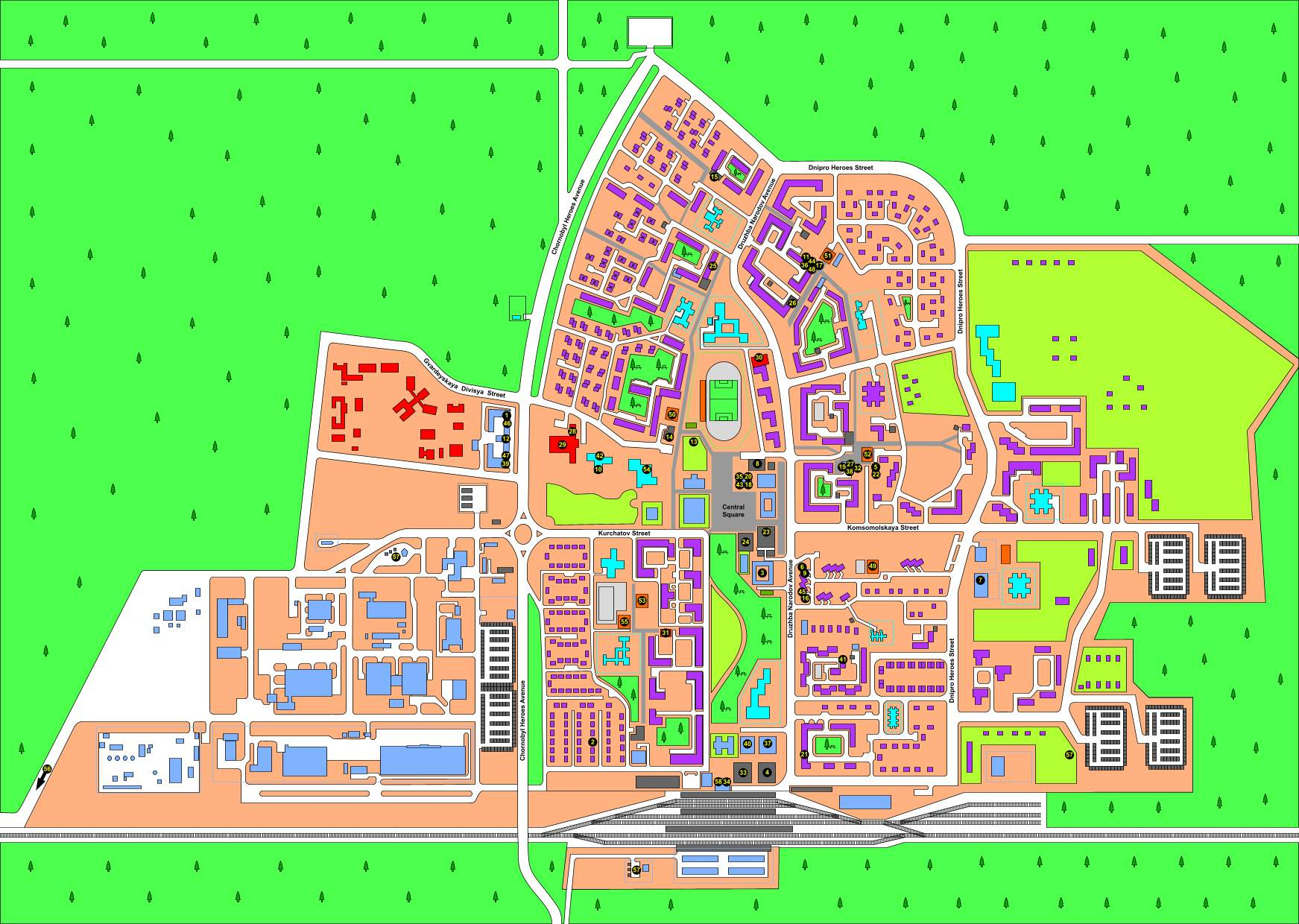
도시 계획
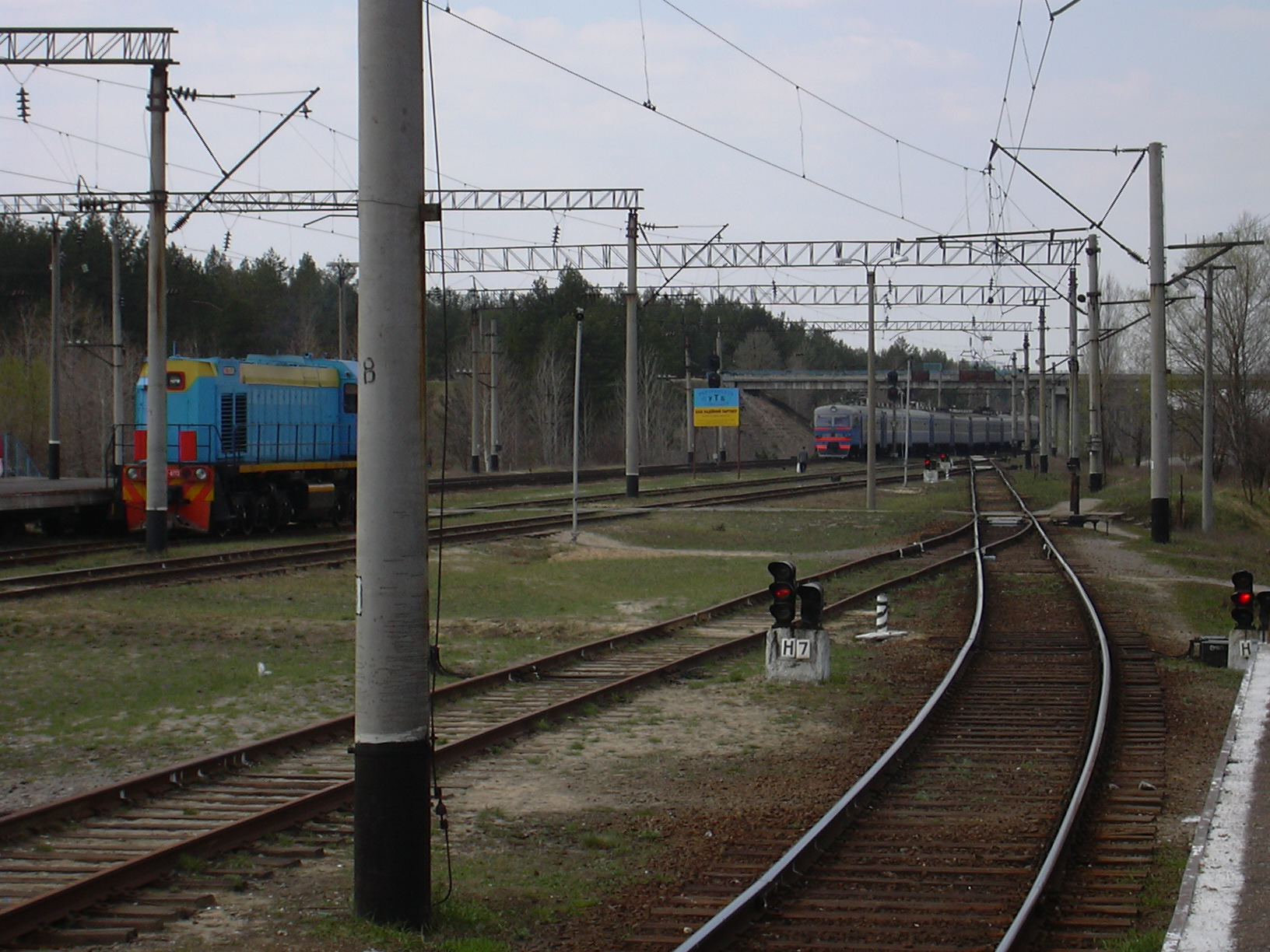
체르노빌 제외 구역과 연결되는 철도 노선
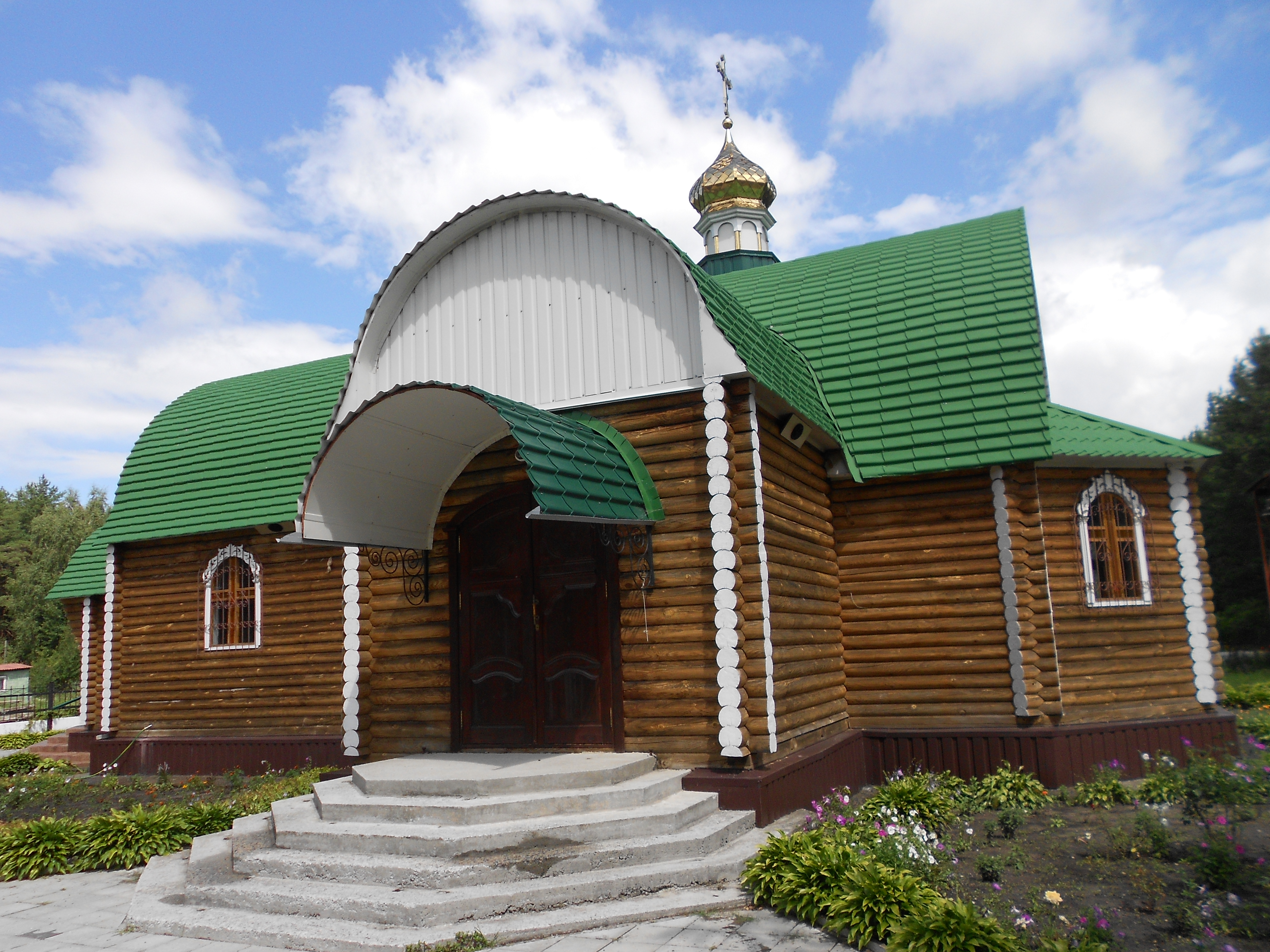
성 엘리아스 교회(St. Elias church)

슬라부티치는 처음부터 "21세기 도시"로 계획되었고, 다른 우크라이나의 도시들보다 쾌적하고 현대적인 건축물들을 지으려고 했다. 건설에는 소련의 공화국 8개국의 노동자들이 참여했고, 개발국의 이름을 따 8개의 지구로 나뉘어 서로 다른 스타일을 가지고 있다.

## 인구
| 연도 | 인구   | ±%      |
| ---- | ------ | ------- |
| 1989 | 11,364 | —       |
| 2001 | 24,402 | +114.7% |
| 2011 | 24,492 | +0.4%   |
| 2012 | 24,726 | +1.0%   |
| 2013 | 24,826 | +0.4%   |
| 2014 | 25,112 | +1.2%   |
| 2021 | 24,685 | −1.7%   |

## 유명인
- 세르히 로즈혹 (Serhiy Rozhok, 1985 ~) - 축구 선수
- 이반 돈 (Ivan Dorn, 1988 ~) - 가수, 배우